# 蕭洽
蕭 洽（しょう こう、471年 - 525年）は、南朝斉から梁にかけての官僚・文人。字は宏称。本貫は南蘭陵郡蘭陵県。

## 経歴
斉の吏部尚書の蕭恵基の子として生まれた。幼くして聡明で、7歳で『楚辞』をほぼ暗誦することができた。成長すると学問を好み、書物を広く渉猟し、文章を作るのを得意とした。永明年間、国子生となり、明経に挙げられた。著作佐郎を初任とし、西中郎外兵参軍に転じた。
梁の天監初年に鄱陽王蕭恢の下で前軍主簿となり、太子中舎人に転じた。南徐州治中として出向したが、賄賂や贈答を一切受け取らず、妻子を飢寒にさらした。建康に召還されて、司空従事中郎に任じられた。建安郡内史となったが、事件に連座して免官された。長らくを経て、護軍長史・北中郎諮議参軍として起用され、太府卿に転じ、臨川王蕭宏の下で司徒司馬をつとめた。
普通元年（520年）、員外散騎常侍の位を受け、御史中丞を兼ねたが、公務上の事件のため免官された。ほどなく再起して、通直散騎常侍となった。武帝の命を受けて同泰寺や大愛敬寺の碑の銘文を作った。普通2年（521年）、散騎常侍の位を受けた。招遠将軍・臨海郡太守として出向し、その統治は清廉公平で、武力や刑罰で脅すことを好まなかった。建康に召還されて、司徒左長史に任じられ、武帝の命を受けて「当塗堰碑」の文辞を作った。
普通6年（525年）、在官のまま死去した。享年は55。文集20巻が当時に通行した。

## 伝記資料
- 『梁書』巻41 列伝第35
- 『南史』巻18 列伝第8